# Загросский тритон
Загросский тритон (лат. Neurergus kaiseri) — редкий вид тритонов из рода Neurergus семейства настоящих саламандр. Самый мелкий вид переднеазиатских тритонов, общая длина тела до 13 см. Окраска сверху чёрная с многочисленными белыми округлыми или вытянутыми пятнами, которые у некоторых особей сливаются в продольные изогнутые полосы, и длинной узкой оранжево-красной или жёлтой полосой, проходящей вдоль спины от головы до основания хвоста, окаймленной белыми полосами и пятнами. Брюшко беловатое или оранжево-красное, может иметь черные отметины. За глазами расположены два оранжево-красных или желтых пятна. Эндемик южного Загроса в Иране. Обитает в дубово-фисташковых редколесьях с преобладанием Quercus brantii и Pistacia spp. на высоте от 1500 до 2000 м над уровнем моря. Ареал сильно ограничен и имеет площадь не более 10 км². Популяция насчитывает менее 1000 особей. Размножаются в горных реках. Икринки самки откладывают по одной или небольшими кладками на подводные растения или камни. Личинки развиваются два месяца.